# Jennifer Warnes
Jennifer Jean Warnes (Seattle, Washington, 3 de março de 1947) é uma cantora, compositora, arranjadora e produtora musical americana. Ficou mundialmente conhecida quando participou com Joe Cocker na canção "Up Where We Belong" tema do filme An Officer and a Gentleman, e "(I've Had) The Time of My Life" (em dueto com Bill Medley tema do filme Dirty Dancing).

## Discografia

### Álbuns
| Ano  | Álbum                              | Posições nas paradas | Posições nas paradas | Posições nas paradas | Posições nas paradas | Posições nas paradas | Gravadora         |
| Ano  | Álbum                              | US                   | US AC                | US Country           | CAN                  | UK                   | Gravadora         |
| ---- | ---------------------------------- | -------------------- | -------------------- | -------------------- | -------------------- | -------------------- | ----------------- |
| 1968 | I Can Remember Everything          | —                    | —                    | —                    | —                    | —                    | Parrot            |
| 1969 | See Me, Feel Me, Touch Me, Heal Me | —                    | —                    | —                    | —                    | —                    | Parrot            |
| 1972 | Jennifer                           | —                    | —                    | —                    | —                    | —                    | Reprise           |
| 1976 | Jennifer Warnes                    | 43                   | —                    | —                    | 26                   | —                    | Arista            |
| 1979 | Shot Through the Heart             | 94                   | —                    | 13                   | —                    | —                    | Arista            |
| 1987 | Famous Blue Raincoat               | 72                   | —                    | —                    | 8                    | 33                   | Cypress           |
| 1992 | The Hunter                         | —                    | 13                   | —                    | 76                   | —                    | Private Music     |
| 2001 | The Well                           | —                    | —                    | —                    | —                    | —                    | Music Force/Cisco |

### Singles
| Ano  | Single                                     | Posições nas paradas | Posições nas paradas | Posições nas paradas | Posições nas paradas | Posições nas paradas | Posições nas paradas | Posições nas paradas | Álbum                       |
| Ano  | Single                                     | US                   | US AC                | US Country           | CAN                  | CAN AC               | CAN Country          | UK                   | Álbum                       |
| ---- | ------------------------------------------ | -------------------- | -------------------- | -------------------- | -------------------- | -------------------- | -------------------- | -------------------- | --------------------------- |
| 1976 | "Right Time of the Night"                  | 6                    | 1                    | 17                   | 3                    | 1                    | 18                   | —                    | Jennifer Warnes             |
| 1977 | "I'm Dreaming"                             | 50                   | 9                    | —                    | 67                   | 6                    | —                    | —                    | Jennifer Warnes             |
| 1979 | "I Know a Heartache When I See One"        | 19                   | 14                   | 10                   | 46                   | —                    | 12                   | —                    | Shot Through the Heart      |
| 1979 | "Don't Make Me Over"                       | 67                   | 36                   | 84                   | —                    | —                    | —                    | —                    | Shot Through the Heart      |
| 1980 | "When the Feeling Comes Around"            | 45                   | 15                   | —                    | —                    | —                    | —                    | —                    | Shot Through the Heart      |
| 1980 | "Lost the Good Thing" (com Steve Gillette) | —                    | —                    | 76                   | —                    | —                    | —                    | —                    | Single only                 |
| 1981 | "Could It Be Love"                         | 47                   | 13                   | 57                   | —                    | —                    | —                    | —                    | The Best of Jennifer Warnes |
| 1982 | "Come to Me"                               | 107                  | 40                   | —                    | —                    | —                    | —                    | —                    | The Best of Jennifer Warnes |
| 1982 | "Up Where We Belong"                       | 1                    | 3                    | —                    | 1                    | 2                    | —                    | 7                    | An Officer and a Gentleman  |
| 1983 | "Nights Are Forever"                       | 105                  | 8                    | —                    | —                    | —                    | —                    | —                    | Twilight Zone               |
| 1983 | "All the Right Moves"                      | 85                   | 19                   | —                    | —                    | 5                    | —                    | —                    | All the Right Moves         |
| 1987 | "Ain't No Cure for Love"                   | —                    | —                    | 86                   | 23                   | 1                    | 17                   | —                    | Famous Blue Raincoat        |
| 1987 | "First We Take Manhattan"                  | —                    | 29                   | —                    | 43                   | 6                    | —                    | 74                   | Famous Blue Raincoat        |
| 1987 | "Bird on a Wire"                           | —                    | —                    | —                    | —                    | 16                   | —                    | —                    | Famous Blue Raincoat        |
| 1987 | "(I've Had) The Time of My Life"           | 1                    | 1                    | —                    | 1                    | 3                    | —                    | 6                    | Dirty Dancing               |
| 1992 | "Rock You Gently"                          | —                    | 13                   | —                    | 50                   | 7                    | —                    | —                    | The Hunter                  |
| 1992 | "True Emotion"                             | —                    | 43                   | —                    | —                    | —                    | —                    | —                    | The Hunter                  |
| 1993 | "The Whole of the Moon"                    | —                    | 49                   | —                    | —                    | —                    | —                    | —                    | The Hunter                  |

### Coletâneas
- The Best of Jennifer Warnes Arista 1982 US #47
- Just Jennifer unauthorized (Inglaterra) 1992
- Best: First We Take Manhattan (Alemanha) 2000
- Platinum and Gold Collection